# 1989 UC6
1989 UC6 är en asteroid i huvudbältet som upptäcktes den 30 oktober 1989 av den amerikanska astronomen Schelte J. Bus vid Siding Spring-observatoriet.
Asteroiden har en diameter på ungefär 18 kilometer.